# Pizza Hut
Pizza Hut je americký franšízový restaurační řetězec založený bratry Danem a Frankem Carneyovými v roce 1958. Společnost je známá pro svou italsko-americkou kuchyni, zahrnující pizzu, těstoviny, stejně tak dezerty nebo saláty. V roce 2015 se nacházelo po celém světě více než 15 000 poboček. Pizza Hut je dceřinou společností Yum!, jedné z největších gastronomických firem na světě, provozující např. KFC, Taco Bell nebo WingStreet.

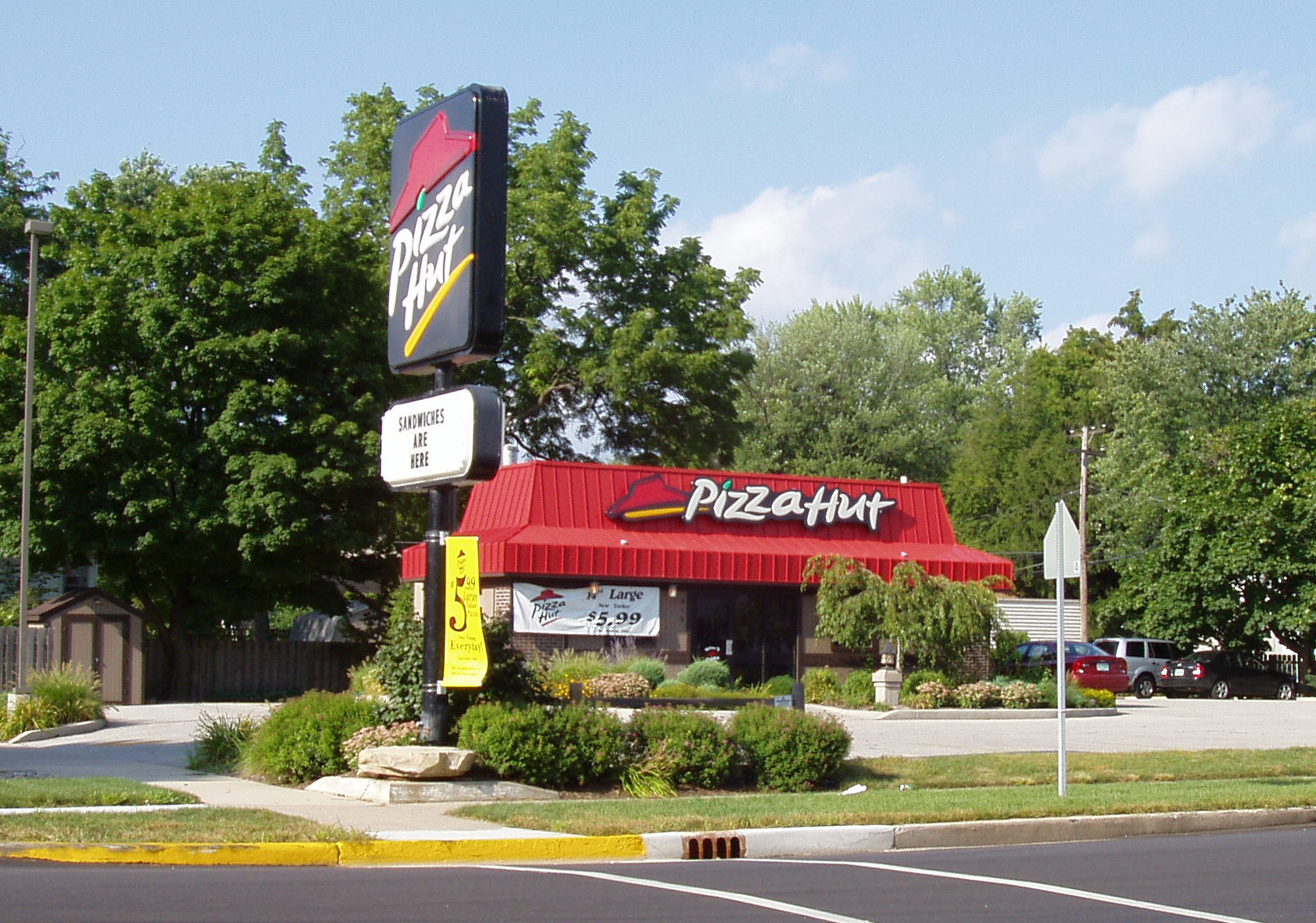
Pizza Hut v Indianě

## Historie
První restaurace byla otevřena ve Spojených státech ve městě Wichita v roce 1958 bratry Carneyovými. V České republice společnost fungovala od devadesátých let až do roku 2004, pobočky se nacházely v Praze v Celetné ulici a na Florenci. V roce 2017 na český trh vstoupila znovu.

## Koncept
Pizza Hut nabízí mnoho konceptů svých služeb, např. Pizza Hut Express nebo The Hut (jedná se o klasickou verzi fast foodu, většinou omezený sortiment), Pizza Hut Bistro (restaurace s obsluhou, někdy i s all you can eat bufetem nebo drive thru) nebo Pizza Hut Delivery, neboli rozvoz jídla zákazníkům.
Společnost Amrest oznámila, že na konci léta 2017 chystá otevřít první pobočku Pizza Hut v Praze v Palladiu.

## Pizza Hut v Česku
Do roku 2004 působila společnost na Florenci a Celetné ulici v Praze, ale odešla z českého trhu. Po 13 letech, v srpnu 2017 se společnost vrátila do Česka s pobočkou v pražském obchodním domě Palladiu. Druhá pobočka se otevřela ve zrekonstruovaném OC Chodov v říjnu 2017 a následovaly také nové pobočky v Brně, Ostravě a dalších velkých městech. Aktuálně najdeme restaurace Pizza Hut na 16 různých místech po České republice. V roce 2022 spustila společnost svou frančízovou kampaň. 